# بيروفوسفات الزنك
بيروفوسفات  الزنك (بالإنجليزية: Zinc pyrophosphate)‏ هو مركب أيوني لاعضوي يُرمز له بالصيغة الكيميائية Zn2P2O7. يتألف من أيونات الزنك الموجبة Zn2+. وأيونات البيروفوسفات السالبة.
يُستفاد من هذا المركب في التحليل الوزني للزنك. يُحصل عليه عن طريق ترسيب الزنك على شكل فوسفات، ومن ثم تسخينه على درجة حرارة تتجاوز 1123k. يكون عادةً غير قابل للذوبان في الماء ولكن، يمكن اذابته في الأحماض المخففة. يظهر على شكل مسحوق أبيض بلوري. كتلته المولية تساوي 304.72g/mol وكثافته تساوي 3.75g/cm3.